# Klaus Wunderlich
Klaus Wunderlich (Chemnitz, 18 giugno 1931 – Engen, 28 ottobre 1997) è stato un organista e compositore tedesco. Soprannominato il "Re dell'Hammond" ("King of the Hammond") è considerato uno dei più talentuosi suonatori di organo Hammond e organo Wersi di genere musica d'atmosfera.

## Biografia
Nato a Chemnitz, nel Land della Sassonia, Klaus Wunderlich ha suonato l'organo Hammond per la prima metà della sua carriera, utilizzando per un breve periodo anche il sintetizzatore Moog, passando infine all'organo Wersi, con il quale ha creato la sua tipica sonorità.
Era aperto a differenti composizioni, provenienti da ogni genere musicale. Ha infatti suonato brani di musica classica, operetta, musical di Broadway, così come molta popular music. Nella sua carriera ha pubblicato più di 100 album, vendendo più di 20 milioni di dischi in tutto il mondo, ricevendo 13 dischi d'oro e una cassetta d'oro.
È morto a Engen per un attacco cardiaco il 28 ottobre 1997 ed è stato sepolto nell'Alter Friedhof (Cimitero vecchio) a Sindelfingen, nel Baden-Württemberg.

## Discografia parziale

### Album
- 1958 - Hammond - Spezialitäten zum tanzen
- 1960 - Hammond Concerto
- 1963 - Im zärtlichen Rhythmus (Caressing The Keys - 28 Internationale Evergreens)
- 1963 - Kauf dir einen bunten Luftballon (con Sonja Michael e i Centauris)
- 1964 - 24 Melodien, die man nie vergißt - Hammond-Medleys for Dancing Neue Folge
- 1966 - Südamericana
- 1967 - Hammond Pops (28 Hits On Parade)
- 1967 - Hammond Feuerwerk
- 1967 - Rêveries à l'orgue Hammond
- 1968 - Hammond Pops 2
- 1969 - Opera Happening
- 1969 - Hammond Pops 3
- 1969 - Bei Nacht, Swing and Sweet for Dancing
- 1969 - Hammond Sensationen in Phase Four
- 1970 - Around the World with Klaus Wunderlich
- 1970 - Golden Film Hits